# Werner Habiger
Werner Habiger (* 3. November 1957 in Bad Rappenau; † 3. März 2016 in Bonfeld) war ein deutscher Fußballspieler und -trainer. Der Abwehrspieler kam in 47 Spielen in der deutschen Bundesliga zum Einsatz, als Trainer war er bis zur höchsten Amateurklasse tätig.

## Werdegang
Habiger begann das Fußballspielen beim TSV Kochendorf in der Jugend. Anschließend wechselte er in die B-Jugend des VfB Stuttgart. Nach 2 Jahren beim VfB wechselte Habiger zum Heilbronner SV und von dort zum VfR Heilbronn.
Vom VfR ging es für Habiger zurück zu den Amateuren des VfB Stuttgart. Bereits als 18-Jähriger spielte er in der ersten Mannschaft des Vereins; in der Saison 1978/79 stieg er mit dem VfR als Meister der Verbandsliga in die Oberliga Baden-Württemberg auf. Zur Saison 1981/82 wechselte er zum VfB Stuttgart in die Bundesliga. Sein Profidebüt gab er am 17. Oktober 1981 beim 2:1-Auswärtssieg beim MSV Duisburg. Insgesamt bestritt Habiger 29 Bundesligaspiele für den VfB und erzielte dabei ein Tor. Im Sommer 1983 wechselte er zum 1. FC Nürnberg, für den er weitere 18-mal in der Bundesliga zum Einsatz kam. Nachdem Habiger mit dem FCN am Ende der Spielzeit 1983/84 aus der ersten Liga abgestiegen war, wechselte er in den Amateurbereich zum Offenburger FV. Mit dem ambitionierten Klub, der heimstärksten Mannschaft der Spielzeit 1984/85, belegte er in seiner ersten Spielzeit nach der Rückkehr in die Oberliga Baden-Württemberg den vierten Tabellenplatz. In der Folge rutschte der Klub in den mittleren Tabellenbereich ab, so dass Anton Rudinski das Traineramt übernahm. In der Spielzeit 1986/87 lieferte sich die Mannschaft ein Kopf-an-Kopf-Rennen mit dem SV Sandhausen, als letztlich Tabellenzweiter wurden die Aufstiegsspiele verpasst. Damit hatte er sich jedoch mit dem Team für die Amateurmeisterschaft 1987 qualifiziert, in der sich der badische Klub den Amateuren des FC Bayern München im Halbfinale geschlagen geben musste.
Im Sommer 1987 folgte Habiger einem Angebot des ehemaligen Zweitligisten VfB Eppingen, bei dem er als Spielertrainer tätig war. Mit dem Klub stieg er 1990 in die Oberliga Baden-Württemberg auf, dort kam er bis zum direkten Wiederabstieg noch einmal zu 32 Ligaspielen. Als Trainer betreute er später den SV Sandhausen und den TV Hardheim, ehe er 2007 nach Eppingen zurückkehrte. Seit der Saison 2013/14 betreute Habiger den Unterländer Bezirksligisten FC Union Heilbronn.

## Statistiken
- Bundesliga (47 Spiele / 1 Tor)
- DFB-Pokal (9 Spiele)